# Thác Bạt Xước
Thác Bạt Xước giản thể: 拓跋绰; phồn thể: 拓跋綽; bính âm: Tuòbá Chuò, ?-293) là một lãnh tụ Sách Đầu bộ Tiên Ti. Ông tại vị trong khoảng thời gian 286-293, tương ứng với thời kỳ Tây Tấn tại Trung Nguyên.
Phụ thân của Thác Bạt Xước là Thác Bạt Lực Vi. Các thủ lĩnh khác gồm Thác Bạt Sa Mạc Hãn, Thác Bạt Tất Lộc, Thác Bạt Lộc Quan đều là huynh đệ của ông. "Ngụy thư- tự ký" ghi rằng Thác Bạt Xước "hùng vũ hữu trí lược"
Năm 266, do huynh Tất Lộc qua đời, ông đăng cơ kế vị. Năm 293, thủ lĩnh Vũ Văn bộ (cũng thuộc tộc Tiên Ti) là Vũ Văn Mạc Hòe (宇文莫槐) bị thuộc hạ sát hại, đệ của Mạc Hòe là Vũ Văn Phổ Bát (宇文普撥) kế thừa chức thủ lĩnh. Thác Bạt Xước đem nhi nữ của mình gả cho nhi tử của Vũ Văn Phổ Bát là Vũ Văn Khâu Bất Cần (宇文丘不勤). Cũng vào năm 293, Thác Bạt Xước qua đời, chất tôn là Thác Bạt Phất kế lập.
Sau khi xưng đế, Thác Bạt Khuê đã truy thụy hiệu cho Thác Bạt Xước là "Bình hoàng đế".